# Jean-Michel, super caribou
Jean-Michel, super caribou est une série télévisée d'animation française de Mathieu Auvray et Pauline Pinson, d'après les personnages créés par Magali Le Huche. Produite par Autour de minuit avec la participation de France Télévisions, elle a été diffusée pour la première fois sur France 5 à partir du 4 novembre 2019.

## Fiche technique
- Titre : Jean-Michel, super caribou
- Création : Magali Le Huche, Régis Jaulin et Mathieu Auvray
- Réalisation : Pauline Pinson et Mathieu Auvray
- Bible littéraire et direction d'écriture : Régis Jaulin, d'après Jean-Michel le caribou de Magali Le Huche (Actes Sud)
- Adaptation graphique : Mathieu Auvray
- Animation : Blue Spirit Studios
- Musique : Alexis Pecharman
- Production : Nicolas Schmerkin
- Sociétés de production : Autour de minuit avec la participation de France Télévisions et du CNC ; Panique Production, RTBF et Shelter Prod (co-production)
- Société de distribution : France Télévisions Distribution
- Pays de production :  France
- Langue originale : français
- Format : couleur — HDTV - 16/9 — son stéréo
- Genre : animation, comédie
- Nombre de saisons : 2
- Nombre d'épisodes : 48 + 1 spécial
- Durée : 11 minutes
- Dates de première diffusion :
  - France : 4 novembre 2019

## Distribution (voix françaises)
- Emmanuel Garijo : Jean-Michel le caribou
- Marjorie Frantz : Brigitte la renarde (1re voix)
- Bruno Magne : Albert l'ours / Thierry Le Bram
- Olivier Podesta : Marcel l’éléphant / Mauricette la brebis
- Estéban : Pierre-François le baudet
- Kevin Levy : Francis le fourmilier / Gérard le hérisson
- Luq Hamet puis Franck Sportis : le docteur Taupe
- Gabriel Bismuth-Bienaimé : Bernard l’écureuil / René le lapin
- Claire Baradat : Henriette la souris / Rolande la caniche
- Sophie Riffont : Christiane la chatte / Brigitte la renarde (2e voix)

Doublage réalisé par Calumet Productions (saison 1) puis Piste rouge (saison 2), direction artistique : Luq Hamet (saison 1), Réjane Shauffelberger (saison 2).
 Source et légende : version française (VF) sur RS Doublage

## Liste des épisodes

### Saison 1
La première saison, composée de 48 épisodes + 1 épisode spécial, a été diffusée en France du 10 février au 18 octobre 2020 sur France 5 dans le bloc de programmation Okoo .
1. Jean-Michel se sent inutile
2. Jean-Michel et la Crise des doudous
3. Jean-Michel et l'Anniversaire de Gérard
4. Jean-Michel a un compagnon
5. Jean-Michel et la Petite Reine
6. Jean-Michel et la Grande Embrouille
7. Jean-Michel et les Mots compliqués
8. Jean-Michel et la Journée miam-miam
9. Jean-Michel à bout de souffle
10. Jean-Michel et le Mystérieux Bisou-Bisou
11. Jean-Michel et les Horribles Gargouillis
12. Jean-Michel essuie les plâtres
13. Jean-Michel a la goutte au nez
14. Jean-Michel et le Marathon de Vlalbonvent
15. Jean-Michel à réaction
16. Jean-Michel sous les feux de la rampe
17. Jean-Michel pousse la chansonnette
18. Jean-Michel a un yaourtophone sans fil
19. Jean-Michel et le Courrier mélangé
20. Jean-Michel contre les éléphants
21. Jean-Michel et l'Hymne de la discorde
22. Jean-Michel tombe le masque
23. Jean-Michel et la Grosse Noisette
24. Jean-Michel bat de l'aile
25. Jean-Michel fait tout un cinéma
26. Jean-Michel en pyjama
27. Jean-Michel craint le pire
28. Jean-Michel grand chouchou
29. Jean-Michel et le Procès de la planche à roulettes
30. Jean-Michel et la Grosse Sieste d'Albert
31. Jean-Michel face à l'avarice
32. Jean-Michel et la Moustache du pouvoir
33. Jean-Michel prend de l'élan
34. Jean-Michel ne fait pas de cadeau
35. Jean-Michel passe le cap
36. Jean-Michel et la Grande Bouderie
37. Jean-Michel met les pendules à l'heure
38. Jean-Michel et la Quatrième Bichette
39. Jean-Michel et l'Écureuil Graou-Graou
40. Jean-Michel et le Grand Cri du caribou
41. Jean-Michel fait place nette
42. Jean-Michel Hic! Hic! Hourra!
43. Jean-Michel a mis ses raquettes à l'envers
44. Jean-Michel à fond les ballons
45. Jean-Michel en met plein la vue
46. Jean-Michel et les Jeux de Vlalbonvent
47. Jean-Michel et la Marelle sismique
48. Gisèle Super Chamelle

Ép. spécial : Jean-Michel et les Histoires interdites (44 min.)

### Saison 2
La seconde saison, composée de 52 épisodes, est diffusée depuis le 13 décembre 2024 sur France Télévisions.
1. Jean-Michel fait le tri
2. Jean-Michel pour l'égalité !
3. Jean-Michel exige d'exquises excuses
4. Jean-Michel au ralenti
5. 1-2-3, noisette !
6. Jean-Michel express
7. Jean-Michel reste sans voix
8. Jean-Michel et le Grand Ronflement
9. Jean-Michel pinponpin !
10. Jean-Michel et le Potager de la colère
11. Jean-Michel et le Trésor du Gros Gros Vent
12. Jean-Michel, il pleut des lapins !
13. Jean-Michel, héros au quotidien
14. Jean-Michel et la Licorne
15. Jean-Michel sonne les cloches
16. Jean-Michel et la Mauvaise Graine
17. Jean-Michel est allergique
18. Jean-Michel réveille le mammouth
19. Jean-Michel est dans sa tête
20. Jean-Michel, Ping-Pong et Jalousie
21. Jean-Michel prend des vacances
22. Jean-Michel compte les points
23. Jean-Michel et le Gazon bleu
24. Jean-Michel et le Coucher de soleil gonflable
25. Jean-Michel casse des briques
26. Jean-Michel a disparu
27. Jean-Michel et le Miracle de la vie
28. Jean-Michel et le Sens de la vie
29. Jean-Michel, la vie en plein air
30. Jean-Michel, la vie moderne
31. Jean-Michel, caribou d'intérieur
32. Jean-Michel, tu-dududu !
33. Jean-Michel et le Choupisson choupinou
34. Jean-Michel, le plein de super
35. Jean-Michel, caribou abandonné
36. Jean-Michel remonte-pente
37. Jean-Michel et le Motard sur le toit
38. Jean-Michel, c'est la joie !

[…]

## DVD
- France : Jean-Michel, super caribou : saison 1, coffret 2 DVD, BQHL Éditions, sorti le 16 septembre 2021[2]

## Autour de la série
Un premier court-métrage, Jean-Michel, le caribou des bois, réalisé par Mathieu Auvray et co-produit par Autour de Minuit, Panique ! et Nadasdy Film, est sorti en 2015. Il est adapté de l'histoire Jean-Michel est amoureux de Magali Le Huche, publiée Actes Sud Junior.